# Molokai
Molokai är en av Hawaiiöarna. Den har en landyta på 673,4 km², vilket gör den till den femte största av öarna i gruppen, och den 27:e största ön i USA. Den ligger öst om Oahu och norr om Lanai. Ön har 7 404 invånare enligt 2000 års folkräkning. De största städerna på ön är Kaunakakai, Kualapuu, Maunaloa och Kalaupapa.
Den ursprungliga befolkningen var lokala fiskare och tokoodlare. År 1796 invaderades ön av Kamehameha I och inlemmades i  Kungariket Hawaii.
På Molokai fanns tidigare en isolerad koloni för människor som led av lepra. Den grundades på 1860-talet på initiativ av kung Kamehameha V och hade som mest omkring 1 200 patienter. Isoleringen hävdes 1969 och det finns inte längre några sjuklingar kvar, men människor som tillfrisknat från sjukdomen bor fortfarande kvar på området. Den forna kolonin ligger numera inne i Kalaupapa National Historical Park.